# Делли, Эммануэль III
Эммануэль III Делли (араб. مار عمانوئيل الثالث دلي‎, арам. ܡܪܝ ܥܡܢܘܐܝܠ ܬܠܝܬܝܐ ܕܠܝ; 27 сентября 1927, Телль-Кайф — 8 апреля 2014, Сан-Диего) — иракский кардинал, возглавлявший Халдейскую католическую церковь. Титулярный епископ Палеополя Азиатского с 7 декабря 1962 по 6 мая 1967. Вспомогательный епископ Вавилона Халдейского с 7 декабря 1962 по 24 октября 2004. Титулярный архиепископ Кашкара Халдейского с 6 мая 1967 по 3 декабря 2003. Патриарх Вавилона Халдейского с 3 декабря 2003 по 19 декабря 2012. Кардинал-патриарх с 24 ноября 2007.